# Södermanlands runinskrifter 283
Södermanlands runinskrifter 283 är en runsten som ligger inmurad under sydvästra hörnet av kyrktornet i Botkyrka kyrka, endast delvis synlig. Vid kyrkan återfinns även runstenarna Sö 284, Sö 285 och Sö 286 (det så kallade Botkyrkamonumentet). Runstenen Sö 282 fanns tidigare vid kyrkan, men är nu förkommen.

## Stenen
Runstenen är i grå gnejs, 1,54 meter lång och 0,89 meter bred, med tydliga runor. Runhöjden är omkring 6–8 centimeter.
Stenen nämns för första gången av Richard Dybeck, som säger sig vara den som upptäckt den. På Dybecks tid var ännu stenens vänstra sida synlig, men vid en senare reparation av tornet har denna del täckts över. Längst till vänster har ett hörn slagits av, och några av runorna skadats.
Stenen har en mycket enkel ornamentik, till synes utan någon utsmyckning annat än runslingan.

## Inskriften
Inskriften lyder i translitterering, med de dolda partierna supplererade efter Sten Boije och Erik Brate:
... ...k tufi : þaiʀ lit:u rais[a : stain : þinsa : ftiʀ : ka-...]
På normaliserad runsvenska:
... [o]k Tofi þæiR letu ræisa stæin þennsa æftiR ...
Översatt till nusvenska:
"...och Tove, de läto resa denna sten efter..."
Tofi är ett ovanligt namn bland svenska runinskrifter. Det förekommer annars i Sö 27 och Sö 356, möjligen i Öl 6, i Ög 103 och Ög 177 samt i Sm 64.

## Se även

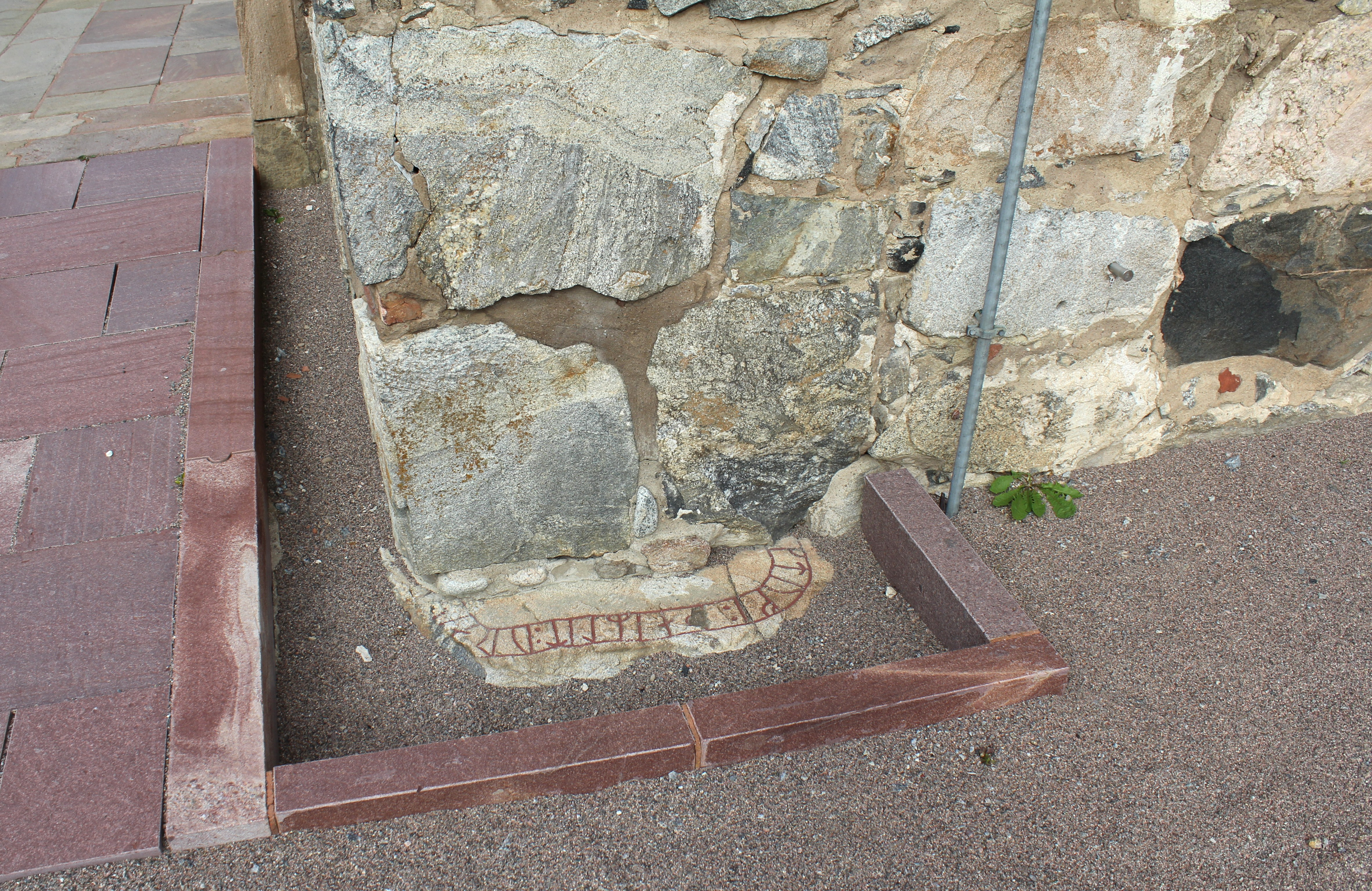
Översiktsbild över tornet med runstenen.